# Републикански път III-3006
Републикански път IIІ-3006 е третокласен път, част от Републиканската пътна мрежа на България, преминаващ изцяло по територията на област Плевен, Община Червен бряг. Дължината му е 10,7 km.
Пътят се отклонява надясно при 132,5 km на Републикански път I-3 в западната част на село Радомирци и се насочва на запад-северозапад по десния бряг на река Златна Панега (десен приток на Искър). Минава през село Рупци пресича реката, навлиза в град Червен бряг и в центъра на града се свързва с Републикански път III-306 при неговия 11,4 km.
| Пътища, отклоняващи се надясно (населено място, № на пътя, посока на пътя) | km   | Пътища, отклоняващи се наляво (посока на пътя, № на пътя, населено място) |
| -------------------------------------------------------------------------- | ---- | ------------------------------------------------------------------------- |
| Община Червен бряг, I-3, 132,5 km, с. Радомирци →                          | 0,0  | → с. Радомирци, 132,5 km, I-3, Община Червен бряг                         |
| с. Рупци                                                                   | 4,7  | с. Рупци                                                                  |
| (до гр. Оряхово) III-306, 11,4 km, гр. Червен бряг ←                       | 10,7 | ← гр. Червен бряг, 11,4 km, III-306 (от гр. Луковит)                      |